# Pałac w Cichowie
Pałac w Cichowie – pałac z XX w. we wsi Cichowo (województwo wielkopolskie), w powiecie kościańskim, wpisany do rejestru zabytków nieruchomych województwa  wielkopolskiego.
Cichowo do 1898 należało do Bukowieckich. Z fundacji Mieczysława Bukowieckiego (1869–1931) herbu Drogosław wybudowano pałac w stylu neobarokowym według projektu Rogera Sławskiego. W elewacji wschodniej ryzalit zwieńczony trójkątnym frontonem z kartuszem zawierającym herb Drogosław. 

Zabytkowy obiekt wybudowany w 1908 jest częścią zespołu pałacowego z XIX-XX w., w skład którego wchodzi jeszcze park.

Herb Drogosław M. Bukowieckiego